# Kamára Vathéos
Kamára Vathéos (Kamara, Kamara Vatheos) är en ort i Grekland.   Den ligger i prefekturen Nomós Sámou och regionen Nordegeiska öarna, i den östra delen av landet, 290 km öster om huvudstaden Aten. Kamára Vathéos ligger 300 meter över havet och antalet invånare är 258. Den ligger på ön Samos.
Terrängen runt Kamára Vathéos är huvudsakligen kuperad, men norrut är den platt. Havet är nära Kamára Vathéos åt nordost. Närmaste större samhälle är Vathy, 2,5 km sydväst om Kamára Vathéos. 